# Little River (Little Shuswap Lake)
Pour les articles homonymes, voir Little River.
La rivière Little River, aussi connue sous le nom de Little Shuswap River, est un cours d'eau de  Colombie-Britannique au Canada. 

## Description
Le cours d'eau Little River s'étend sur 3,6 kilomètres dans la région du District Régional de Columbia-Shuswap, en Colombie Britannique au Canada,. Elle est située à une altitude de 344 mètres au pied de la Squilax Mountain de 1 375 mètres situé sur sa rive gauche. Il draine le lac Shuswap juste en dessous de l'embouchure de la rivière Adams, s'écoule en direction du sud-ouest et alimente le lac Little Shuswap, qui est lui-même la source de la rivière South Thompson.
La Little River a un affluent sur sa rive gauche, nommé Chum Creek, qui y pénètre à environ 0,4 km au-dessus de son embouchure.

## Historique
La rivière Little River est essentiellement le même cours d'eau que la rivière South Thompson, car aucun autre cours d'eau d'importance n'alimente le lac Little Shuswap. En fait, jusqu'en 1982, les cartes officielles mentionnaient à sa place le nom de rivière South Thompson River. En 1982, il fut décidé de nommer ce cours d'eau entre les deux lacs du nom de Little River pour respecter une tradition existant depuis longtemps.
La rivière était aussi autrefois un lieu de commerce pour les indiens de la tribu Secwepemc (Shuswap). La rivière est désormais très utilisée pour la pêche à la truite en février, mars et octobre. Les deux rives de la Little River appartiennent à deux réserves différentes des indiens Shuswap de la Bande indienne de Little Shuswap, la réserve Quaaout 1 au nord-ouest (rive droite) et la réserve Chum Creek 2 au sud-est (rive gauche).
La rivière est enjambée par le pont Squilax qui relie la route transcanadienne, via le village de Squilax, aux communautés autour du lac Adams et à la rive nord du lac Shuswap.
La rivière est navigable sans difficulté lors des hautes-eaux. Seuls des bas-fonds rocheux présents à mi-chemin à depuis la rive nord, à un tiers de mille en aval du pont Squilax pourraient gêner un peu les embarcations avec le plus gros tirant d'eau. Les eaux les moins profondes étaient identifiées  en 1878 avec une profondeur minimale de 1,5 mètre. A proximité du pont, des tas de gravier dragué contiennent des roches gênantes mais elles sont très proches des deux rives et facilement évitables.